# 倍数性

二倍体細胞（下）は、2セットの相同染色体を持つ（イメージ）。

倍数性（ばいすうせい、英語: ploidy または polyploidy）とは、生物あるいはその生活環の一時期において、生存に必要な最小限の染色体の1組（ゲノム）を何セット持つかを示す概念。

## 用語としての「ゲノム」と倍数性の関連
ゲノムの最初の定義は「配偶子がもつ1組の染色体」であったが、その後定義が変更され、使われる分野も広がった。倍数性の説明に用いる「ゲノム」は、現在の「生物をその生物たらしめるのに必須な遺伝情報」という定義から外れるものではないが、最初の定義に近く、「生存に必要な最小限の1組の染色体」を指す。生物のゲノム構成を記号で示すときは、二倍体であれば AA や BB のように、四倍体であれば AAAA や AABB のようにあらわす。

## 倍数性
倍数性とは、ゲノムを何セット持つかを示す概念である。
ゲノム1セットに相当する染色体数を基本数といい、x（まれに b）で示す。倍数性は基本数の倍数で x, 2x, 3x, ... のように表され、それぞれ一倍性（半数性: monoploidy, haploidy）、二倍性 (diploidy)、三倍性 (triploidy)、... という。それらの倍数性の生物（倍数体）は、それぞれ一倍体（半数体、単数体）、二倍体、三倍体、... という。
例えば、基本数が 9 (x = 9) の四倍性 (4x) の倍数体生物がいるとすると、その生物の体細胞 (2n) における染色体数は、「2n = 4x = 36」「2n = 36 の四倍体」などと示される。動物の場合、特殊なものを除いてほぼ全てが二倍体 (2x) であり、二倍体であることを強調したい場合でない限り、「2x =」という表現はされない。
倍数性を、しばしば n, 2n, 3n, 4n, ... のように表現することがあり、生物学の教科書などでもこのような表現をしている場合があるが、これは誤りである。
n と 2n は、生物体またはその細胞の核相を示すものである。n と 2n は、それぞれ単相世代、複相世代であることを示す（生活環を参照）ものであり、核相と倍数性の表現で直接的な関連はない（2n の 2 は、2倍体の 2 と関係ない）。染色体数の「n = ・・・」「2n = ・・・」という表現は、あくまで「どの核相の細胞における染色体数であるか」を示すものであり、たとえ半数体生物や3倍体生物でも、体細胞における染色体数は「2n = ・・・」、配偶子細胞における染色体数は「n = ・・・」で表す。
生物の核相は基本的に単相か複相のどちらかであり、3n, 4n, ... という核相は、特殊なもの（一般的な被子植物の二次胚乳細胞など）を除き、存在しない。
英語では二倍体以上の倍数性を示すpolyploidy（倍数性・多倍性）も同様に使われる用語である。多倍性の生物を多倍体という。
また、一倍体ゲノムのDNA量はC値と定義される。

## 倍数体
倍数体（ばいすうたい、英語: polyploid）とは、倍数性に基づいて表現した生物の分け方。一倍体（半数体、単数体）、二倍体、三倍体など。
有性生殖をする動物の多くは、両親から配偶子を通してそれぞれ1セットのゲノムを受け取り、計2セットのゲノムを持つ二倍体（ヒト, 2n = 46 など）である。
一方、植物には様々な倍数体が存在している。それらは、農業で役に立つ特性を持つことがあり、作物の品種・種として成立している。
植物の倍数体は、同質倍数体と異質倍数体とに分けられる。1種類のゲノムを複数持つ場合を同質倍数体といい、2種類以上のゲノムで構成されている場合を異質倍数体という。動物の場合は異質倍数体は少ないが、生殖能力がない種間雑種（レオポンやラバ）は異質二倍体と考えることもできる。アフリカツメガエル (Xenopus laevis) は異質4倍体と考えられており、Xenopus属にはさらに異質8倍体や異質12倍体のカエルもいる。

### 同質倍数体
同質倍数体 (autopolyploid) とは、同じ種類のゲノムを複数持つ倍数体。しばしば、「同質」を省略して表記される。
三倍体や四倍体では細胞・器官・植物体全体が大きくなる傾向があり、農作物の遺伝的改良（育種）に利用されている。倍数体は種子ができにくいこと（不稔・部分不稔）もあるが、逆に三倍体の不稔を利用して「種無し」の品種を作ることにも利用されている。人工的に倍数性を増加（倍加）させるには、コルヒチンなどの薬剤を使うが、こうした薬剤とは無関係に偶発的に四倍体などが出現した事例も多い。
また、倍加に伴って環境適応性が向上することがある。この現象は、高緯度地帯に倍数性が高い植物が多いことの一因と推定されている。
以下、同質倍数体の例を挙げるが、通常は同質倍数体に含めない一倍体も、便宜上、併せて取り扱う。
一倍体（半数体、単数体）
二倍体の配偶子の状態。植物では、花粉培養などで半数性の個体を作り、遺伝的に固定する技術がある。動物の例としては、蜂や蟻など膜翅目昆虫では、雄は半数体である。
同質三倍体
栄養繁殖性の植物では、三倍体であることがそれほど珍しくない。園芸植物などでも見られ、作物としてはバナナやフキ（蕗）の栽培品種などがある。人工的に作った三倍体の例は、四倍体と二倍体を掛け合わせて作った「種なしスイカ」の例がある。また、魚類でも、三倍体を作成し、大型化した魚を養殖することが試みられている。
同質四倍体
同質四倍体の代表例にジャガイモがある。葡萄の品種には二倍体のほか、三倍体、四倍体も存在する。

### 異質倍数体
異質倍数体 (allopolyploid) とは、2種類以上のゲノムで構成されている倍数体。異なるゲノムを持つ植物間の雑種に由来すると考えられている。各ゲノムが2セットずつである場合、減数分裂の際に各ゲノムの染色体が娘細胞に均等に分配されるため、生殖能力は正常である。
染色体数を倍数性を明らかにして示すときは、例えば6セットのゲノムからなる場合、2n = 6x = 42 のように書く。
特殊な呼び方として、2種類のゲノムを持つ異質四倍体 (2n = 4x) を複二倍体 (amphidiploid) という。人工的に複二倍体を作った例としては、ハクラン（ゲノム構成 AACC: ハクサイ+キャベツ）などがある。
異質倍数体の例
- 普通コムギ（Triticum aestivum、2n = 6x = 42、ゲノム構成 AABBDD）
- タカナ（Brassica juncea、2n = 4x = 36、ゲノム構成 AABB）、セイヨウアブラナ（B. napus、2n = 4x = 38、ゲノム構成 AACC）

上記2つの植物は、Aゲノム種（B. rapa、2n = 20 : ハクサイ・日本在来アブラナなど）、Bゲノム種（B. nigra、2n = 16 : セイヨウカラシナ）、Cゲノム種（B. oleracea、2n = 18 : キャベツ・ケールなど）のゲノムを持つ複二倍体である。

## 半倍数性
半倍数性 (haplodiploidy) とは、生活環の中に（生殖細胞としてではなく）独立の個体として振舞う単相（半数体）と複相（二倍体であることが多い）の世代が存在することである。